# City-Pier-City Loop 1976
De tweede editie van de City-Pier-City Loop vond plaats op zondag 27 maart 1976. De winnaar was de Belg José Reveyn met een finishtijd van 1:03.24. Op de finish had hij slechts een seconde voorsprong op de Engelsman Christopher Stewart.
Bij deze aflevering was het parcours zo'n 500 meter te kort. Aan deze editie namen geen vrouwen deel.

## Uitslag
| rang   | naam                  | land | tijd    |
| ------ | --------------------- | ---- | ------- |
| Goud   | José Reveyn           | BEL  | 1:03.24 |
| Zilver | Christopher Stewart   | ENG  | 1:03.25 |
| Brons  | Jeffrey Norman        | ENG  | 1:03.29 |
| 4      | Wolf-Dieter Poschmann | GER  | 1:03.31 |
| 5      | Karl Mann             | GER  | 1:03.33 |

1975 ·
1976 ·
1977 ·
1978 ·
1979 ·
1980 ·
1981 ·
1982 ·
1983 ·
1984 ·
1985 ·
1986 ·
1987 ·
1988 ·
1989 ·
1990 ·
1991 ·
1992 ·
1993 ·
1994 ·
1995 ·
1996 ·
1997 ·
1998 ·
1999 ·
2000 ·
2001 ·
2002 ·
2003 ·
2004 ·
2005 ·
2006 ·
2007 ·
2008 ·
2009 ·
2010 ·
2011 ·
2012 ·
2013 ·
2014 ·
2015 ·
2016 ·
2017 ·
2018 ·
2019 (afgelast) ·
2020 ·
2021 (afgelast) ·
2022 ·
2023 ·
2024